# 강 건너 마을
《강 건너 마을》은 한국에서 제작된 나운규 감독의 1935년 드라마 영화이다. 전택이 등이 주연으로 출연하였고 차상은 등이 제작에 참여하였다. 서울 단성사 극장에서 초연되었다.

## 출연

### 주연
- 전택이
- 차상은
- 윤봉춘

## 기타
- 조명: 최진

## 같이 보기
- 일제강점기
- 한국의 영화
- 한국 관련 문서 색인